# Demonoid
Demonoid je bio Bit torent tragač i veb-sajt koji je uključivao diskusione forume vezane za razmenu datoteka i pretraživi indeks. Sajt je pretrpeo naizmenične periode produženog zastoja zbog povremene potrebe za pomeranjem servera, uglavnom zbog otkazivanja ISP usluge zbog lokalnog političkog pritiska. U martu 2014, nakon 20 meseci zastoja, Demonoid Bit torent tragač se vratio na mrežu. Bivši korisnici su još uvek bili u mogućnosti da koriste svoje podatke za prijavljivanje, a većina starih torenta je još uvek bila navedena na sajtu. Demonoid je bio poluprivatni tragač gde su registracije povremeno bile otvorene.